# Zespół pałacowo-parkowy w Siarach
Zespół pałacowo-parkowy (Pałac Długoszów) – zabytkowy dwór otoczony parkiem, znajdujący się w Gorlicach (dawniej w miejscowości Siary). Budynek zaprojektowany przez atelier architektoniczne Fellner & Helmer. Wybudowany w latach 1900–1908. Wykonany w stylu wiedeńskiej secesji z elementami neobarokowymi. Inicjatorem budowy kompleksu był galicyjski przemysłowiec naftowy Władysław Długosz. W 1976 roku pałac został wpisany do rejestru zabytków.

## Historia

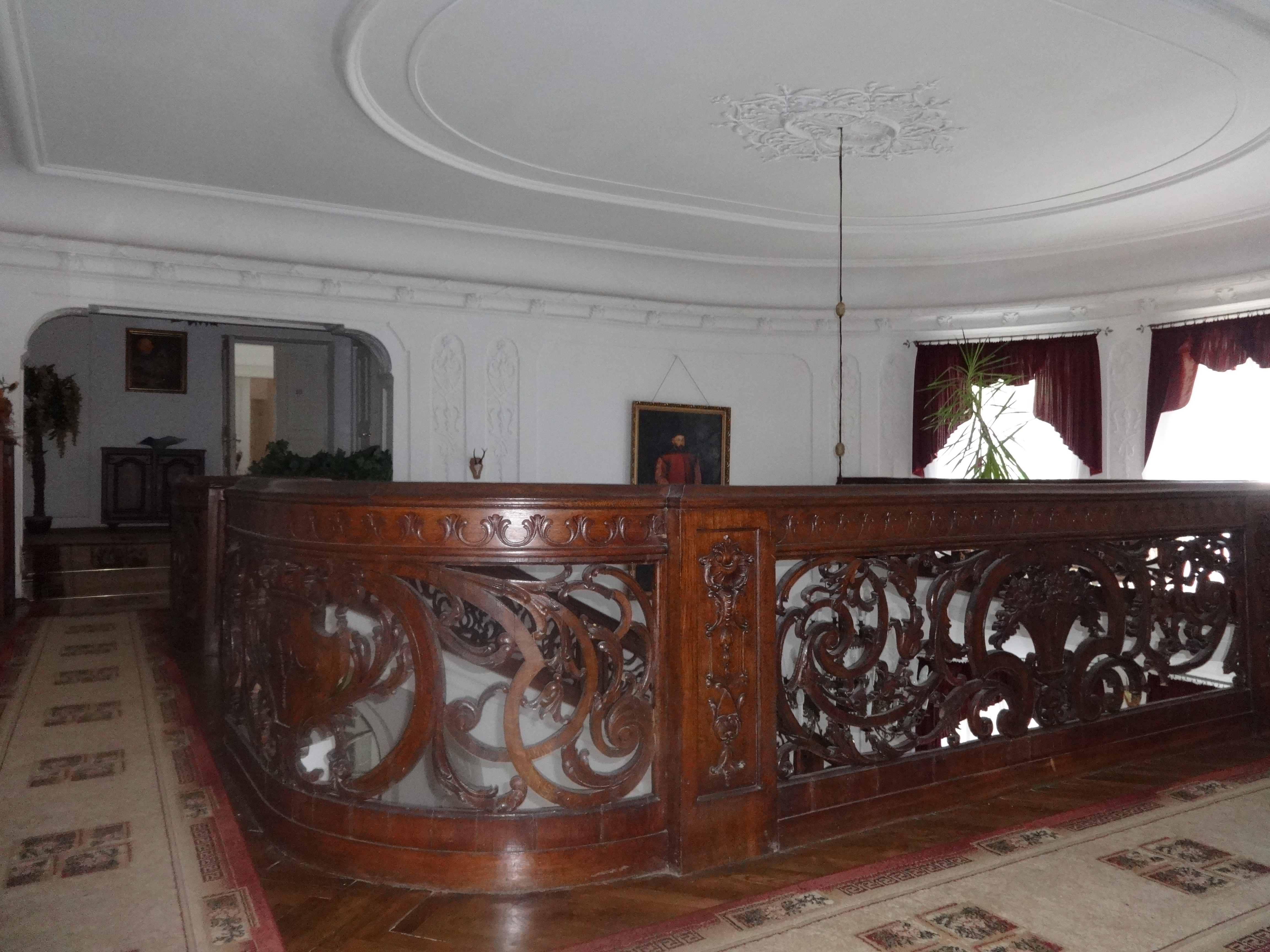
Wnętrze pałacu z secesyjną balustradą

Pierwotnie w miejscu zespołu znajdował się drewniany dwór Dembowskich, którego początki sięgają XIV wieku. Pod koniec XIX wieku teren został wykupiony przez Długosza od jego przyszłego teścia, Władysława Dembowskiego. Z inicjatywy nowego właściciela dotychczasowy budynek został zastąpiony murowanym pałacem. W 1916 roku, podczas I wojny światowej, posiadłość została częściowo zniszczona. Następnie dobudowano południową część, gdzie mieściły się apartamenty Długosza. W grudniu 1928 roku wybuchł pożar, po którym budynek został odbudowany w niezmienionym kształcie.  
Po śmierci Długosza w 1937 roku majątek przejął jego syn, Tadeusz. Pozostał w jego posiadaniu do 1941 roku. W czasie okupacji w pałacu mieścił się niemiecki szpital. W 1945 roku Długoszowie zostali wywłaszczeni. Kolejno w budynku znajdowały się siedziby instytucji takich jak: Urząd Ziemski, Samopomoc Chłopska, PGR i stadnina koni. 
Liczne zaniedbania w okresie PRL-u doprowadziły do nieodwracalnych zniszczeń w strukturze zabytku. W 1996 roku kompleks został wykupiony przez Barbarę Dustanowską-Długosz, wdowę po Jerzym Długoszu. Ze względu na brak funduszy na konserwację obiektu, nowa właścicielka była zmuszona sprzedać majątek Edwardowi Brzostowskiemu.
Od 2018 r. właścicielem jest Grzegorz Schabiński, jasielski przedsiębiorca.

## Architektura
Pałac jest zbudowany w stylu neobarokowym z cegły i kamienia. Elewacja budynku ma kolor bladoróżowy; jej charakterystycznym elementem są duże okna typu porte-fenetre i bogato zróżnicowane bryły dachów. Kamienne słupy, na których opierają się balkony i okucia nad wejściem udekorowane są secesyjnymi motywami. Balustrady i gzymsy zdobią dekoracyjne wazy z piaskowca. Półkolisty hall wewnątrz pałacu obejmuje dwie kondygnacje z antresolą o ozdobnej, drewnianej balustradzie.
Główna oś kompozycyjna przebiega na linii wschód-zachód. Ze zniszczonego dworku zostało zachowane skrzydło dobudowane wcześniej przez Dembowskiego. 

## Park

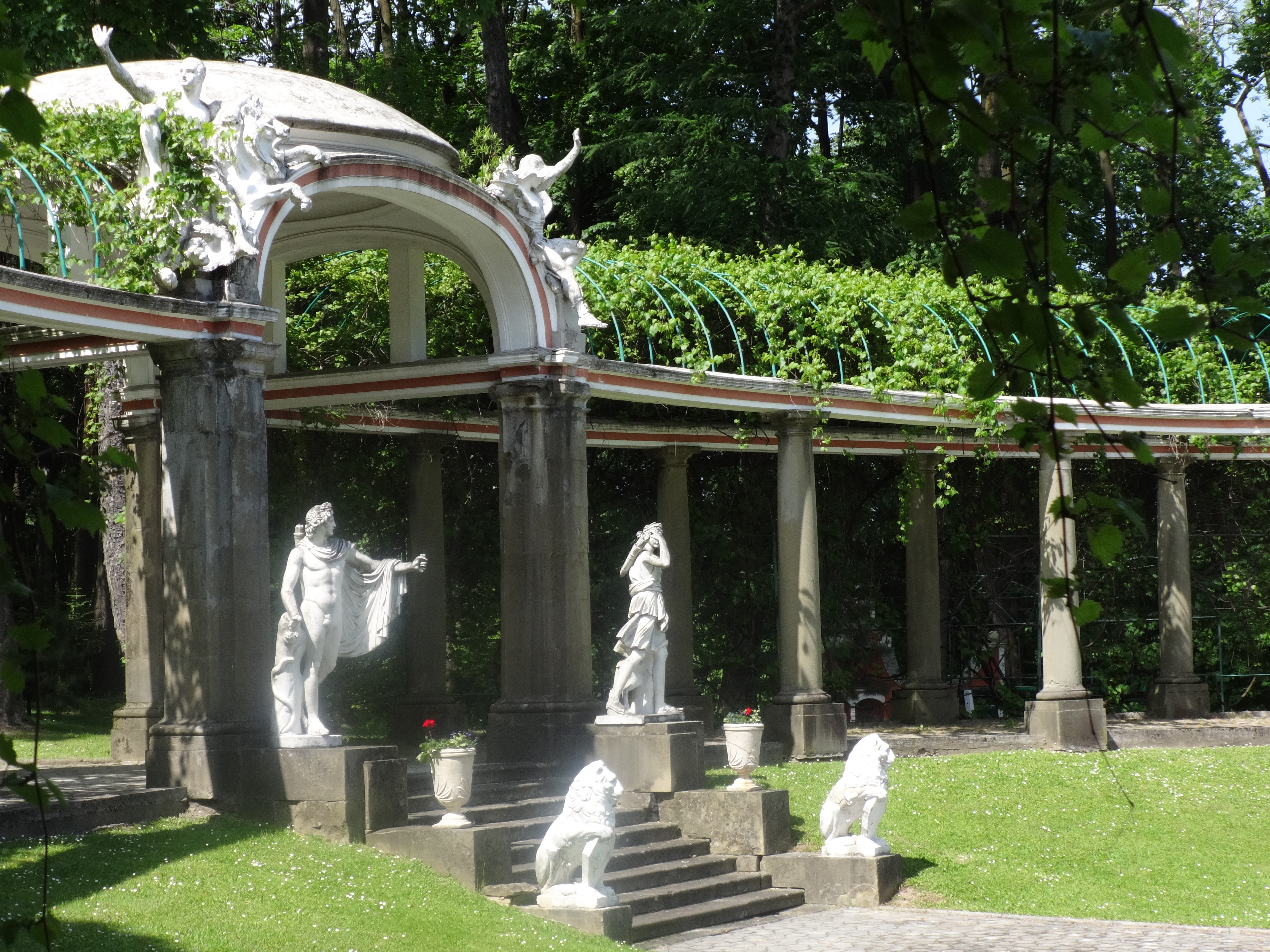
Zespół pałacowo-parkowy w Siarach. Pergola

Zgodnie z przekazami ustnymi rodziny Długoszów, projektantem parku był Arnold Röhring. 
W parku znajdują się liczne elementy małej architektury jak pergola, fontanna i rzeźby. W okresie powojennym na terenie pałacu działała państwowa stadnina koni huculskich. Później została przeniesiona do Gładyszowa. Obecnie cały kompleks jest w posiadaniu osoby prywatnej, gdzie organizowane są imprezy okolicznościowe, noclegi oraz istnieje możliwość zwiedzania obiektu.